# Ядерна програма Великої Британії
У 1952 році Сполучене Королівство стало третьою країною (після Сполучених Штатів і Радянського Союзу), яка розробила і випробувала ядерну зброю, і є однією з п'яти держав, що володіють ядерною зброєю згідно з Договором про нерозповсюдження ядерної зброї.
Велика Британія ініціювала програму створення ядерної зброї під кодовою назвою Tube Alloys під час Другої світової війни. На конференції у Квебеку в серпні 1943 року його об'єднали з американським Манхеттенським проєктом. Британський уряд вважав ядерну зброю спільним відкриттям, але американський Закон про атомну енергію 1946 року (Закон МакМагона) обмежив доступ інших країн, включаючи Велику Британію, до інформації про ядерну зброю. Побоюючись втрати Британією статусу великої держави, Велика Британія відновила свій власний проєкт, який тепер отримав кодову назву High Explosive Research. 3 жовтня 1952 року він підірвав атомну бомбу на островах Монте-Белло в Австралії під час операції «Ураган». Протягом наступного десятиліття було проведено ще одинадцять британських випробувань ядерної зброї в Австралії, включаючи сім британських ядерних випробувань у Маралінге в 1956 і 1957 роках.
Британська програма створення водневої бомби продемонструвала здатність Британії виробляти термоядерну зброю під час ядерних випробувань операції Grapple у Тихому океані та призвела до внесення поправок до Закону Макмехона. З моменту підписання Угоди про взаємну оборону між США та Великою Британією 1958 року США та Велика Британія активно співпрацюють у питаннях ядерної безпеки. Спеціальні ядерні відносини між двома країнами передбачають обмін секретними науковими даними та матеріалами, що розщеплюються, такими як уран-235 і плутоній. У Великій Британії не було програми розвитку незалежної системи доставки з моменту скасування Blue Streak у 1960 році. Натомість вона придбала американські системи доставки для використання у Великій Британії, оснастивши їх боєголовками, розробленими та виготовленими британським Управлінням атомної зброї (AWE; англ. «Atomic Weapons Establishment») та його попередником. Згідно з угодою про продаж Polaris 1963 року, США поставили Сполученому Королівству ракети Polaris і технології атомних підводних човнів. До 1992 року США також постачали Королівським військово-повітряним силам і британській армії Рейну ядерну зброю в рамках проєкту E у вигляді авіаційних бомб, ракет, глибинних бомб і артилерійських снарядів. Американські літаки, здатні нести ядерну зброю, базувалися у Великій Британії з 1949 року, але остання ядерна зброя США була виведена у 2008 році.
У 1982 році в угоду про продаж Polaris були внесені зміни, які дозволили Британії придбати ракети Trident II. З 1998 року, коли Велика Британія зняла з озброєння свої тактичні бомби WE.177, Trident був єдиною оперативною системою ядерної зброї на британському озброєнні. Система доставки складається з чотирьох підводних човнів типу Vanguard, що базуються в HMNB Clyde в Шотландії. На борту кожного ПЧАРБ перебуває до шістнадцяти ракет Trident II, кожна з яких несе боєголовки типу РГЧ ІН (MIRV). Оскільки принаймні один підводний човен постійно патрулює, «Авангарди» виконують роль стратегічного стримування, а також мають субстратегічні можливості.

## Історія

### Tube Alloys
Нейтрон був відкритий Джеймсом Чедвіком у Кавендішській лабораторії Кембриджського університету в лютому 1932 року, а в квітні 1932 року його колеги з Кавендішської лабораторії Джон Кокрофт і Ернест Волтон розщепили атоми літію за допомогою прискорених протонів.
У грудні 1938 року Отто Ган і Фріц Штрассман у лабораторії Гана в Берлін-Далемі опромінили уран повільними нейтронами й виявили, що утворився барій. Ган написав своєму колезі Лізі Мейтнер, яка разом зі своїм племінником Отто Фрішем визначила, що ядро урану було розщеплене, і опублікувала цей висновок у журналі Nature у 1939 році. За аналогією з поділом біологічних клітин вони назвали цей процес «поділом ядра» (fission).
Відкриття поділу ядра поставило питання про можливість створення надзвичайно потужної атомної бомби. Цей термін вже був знайомий британській публіці завдяки творам Герберта Веллса, зокрема роману Визволений світ (1913), де описувалася бомба з безперервним вибухом. Джордж Паджет Томсон з Імперського коледжу Лондона та австралійський фізик Марк Оліфант з Бірмінгемського університету отримали завдання провести серію експериментів з ураном.
Оліфант доручив цю роботу двом німецьким ученим-біженцям — Рудольфу Пайєрлсу та Фрішу, які, іронічно, не могли працювати над секретними проектами університету, такими як радар, оскільки були «ворожими іноземцями» і не мали відповідного допуску до секретної інформації. У березні 1940 року вони розрахували критичну масу металевої сфери з чистого урану-235 і виявили, що замість тонн, як вважалося раніше, було достатньо всього 1–10 кілограмів, що могло спричинити вибух потужністю в тисячі тонн динаміту.
Оліфант передав отриманий меморандум Фріша-Пайєрлса сіру Генрі Тізарду, голові Тізардського комітету, і було створено комітет MAUD для подальшого вивчення цього питання. Перші збори комітету відбулися 10 квітня 1940 року в головному залі засідань Лондонського королівського товариства у Бурлінгтон-хаусі. Комітет розпочав інтенсивну дослідницьку програму і в липні 1941 року підготував два детальні звіти, в яких дійшов висновку, що створення атомної бомби не лише технічно можливе, але й може бути здійснене до кінця війни, можливо, менш ніж за два роки.
Комітет одностайно рекомендував терміново розпочати розробку атомної бомби, хоча визнавав, що необхідні для цього ресурси можуть перевищувати можливості Великої Британії. Для координації цього проєкту було створено новий директорат під назвою Tube Alloys. Сер Джон Андерсон, лорд-президент Ради, став відповідальним міністром, а Уоллес Екерс із компанії Imperial Chemical Industries (ICI) був призначений директором Tube Alloys.